# Anthony Jordan
Anthony Jordan –conocido como Tony Jordan– (1934-7 de junio de 2025) fue un deportista británico que compitió en bádminton para Inglaterra.

## Carrera deportiva
Ganó dos medallas en el Campeonato Europeo de Bádminton de 1968, oro en la prueba de dobles mixto y plata en dobles.

## Palmarés internacional
| Representando a Inglaterra |              |                  |              |
| Campeonato Europeo         |              |                  |              |
| Año                        | Lugar        | Medalla          | Prueba       |
| 1968                       | Bochum (RFA) | Medalla de oro   | Dobles mixto |
| 1968                       | Bochum (RFA) | Medalla de plata | Dobles       |